# Alois Müller (Fußballspieler)
Alois Müller (* 7. Juni 1890 in Stockerau; † 30. März 1969) war ein österreichischer Fußballspieler.

## Spielerkarriere

### Verein
Müller, aus der Jugend des Wiener Sport-Clubs hervorgegangen, rückte mit 21 Jahren in die Erste Mannschaft auf. In der vom NÖFV (gegründet am 16. Mai 1911 und Dachverband aller Wiener Vereine) am 3. September organisierten und durchgeführten ersten offiziellen Meisterschaft, belegte er mit seiner Mannschaft den zweiten Platz – mit nur einem Punkt Abstand auf Meister SK Rapid Wien. Müller blieb dem Verein zehn Jahre lang treu, für den er durchgängig in der Ersten Klasse bis Saisonende 1920/21 Punktspiele bestritten hatte. Am Saisonende 1913/14 konnte er sich mit zehn Toren das einzige Mal unter den fünf besten Torschützen der Liga (gemeinsam mit Adolf Fischera, Leopold Grundwald und Johann Studnicka) verewigen. Den einzigen Titel, den er mit seiner Mannschaft gewann, war der Challenge-Cup, ein im Jahr 1897 ins Leben gerufener Wettbewerb für alle Vereine der seinerzeitigen Österreichisch-Ungarischen Monarchie; am 23. September 1911 wurde Ferencvárosi Torna Club mit 3:0 bezwungen.

### Nationalmannschaft
Müller bestritt im Jahr 1912 sechs Länderspiele für die A-Nationalmannschaft, für die er am 3. November in Budapest bei der 0:4-Niederlage gegen die Nationalmannschaft Ungarns debütierte. Die folgenden fünf Länderspiele bestritt er während des olympischen Fußballturniers in Stockholm. Das Auftaktspiel am 29. Juni auf dem Råsunda IP wurde mit 5:1 gegen die Nationalmannschaft Deutschlands gewonnen. Die Viertelfinalbegegnung ein Tag später auf dem Tranebergs IP hingegen wurde mit 1:3 gegen die Nationalmannschaft der Niederlande verloren, gegen die er den Treffer zum Endstand in der 41. Minute erzielte. Mit dem vorzeitigen Ausscheiden in der Hauptrunde, bestritt er drei weitere Begegnungen in der Trostrunde, die gegen die Nationalmannschaft Ungarns mit der 0:3-Niederlage als unterlegener Finalist am 5. Juli endete.

### Erfolge
- Fünfter olympisches Fußballturnier 1912
- Challenge-Cup-Sieger 1911

## Trainerkarriere
Müller nahm zwei Jahre nach dem Ende seiner Spielerkarriere mit dem Wiener Sport-Club seine einzige Trainertätigkeit wahr. Im Zeitraum von 1923 bis 1925 führte er seinen ehemaligen Verein auf den dritten und neunten Platz.

## Sonstiges
Alois Müller spielte bis Saisonende 1912/13 unter dem Spielernamen Müller II, da Torhüter Viktor Müller den Spielernamen Müller I für sich beanspruchte, bevor ihm Hans Sindermann im Tor nachfolgte.